# Марко (тропический шторм, 2008)
Тропический шторм Марко (англ. Tropical Storm Marco) — самый маленький тропический циклон за всю историю наблюдений. Это был 13-й проименованный тропический шторм атлантического сезона ураганов 2008 года, развившийся из большой зоны низкого давления, которая существовала на севере Карибского моря конце сентября, и к 4 октября превратилась под действием тропической волны в слабый центр циркуляции у Белиза. После пересечения южной части полуострова Юкатан 6 октября, зона низкого давления была классифицирована как тропическая депрессия. Тропическая депрессия диаметром около 137 км быстро усилилась в тропический шторм к 12:00 UTC, получивший имя «Марко» в тот же день. Тропический циклон достиг наибольшей интенсивности с ветрами в 29 м/с утром 7 октября. В то время диаметр ветров силы тропического шторма составил 18,5 км (11,5 миль), что делает Марко наименьшим тропическим циклоном. В полдень Марко вышел на сушу около города Мисантла, штат Веракрус и рассеялся в тот же день. Из-за небольшого размера, небольшими были и убытки от этого шторма, хотя он и вызвал наводнения высотой до 3 м в населенном районе.